# Modak
Modak è una suddivisione dell'India, classificata come census town, di 6.363 abitanti, situata nel distretto di Kota, nello stato federato del Rajasthan. In base al numero di abitanti la città rientra nella classe V (da 5.000 a 9.999 persone).

## Geografia fisica
La città è situata a 24° 43' 56 N e 75° 57' 25 E.

## Società

### Evoluzione demografica
Al censimento del 2001 la popolazione di Modak assommava a 6.363 persone, delle quali 3.419 maschi e 2.944 femmine. I bambini di età inferiore o uguale ai sei anni assommavano a 1.141, dei quali 630 maschi e 511 femmine. Infine, coloro che erano in grado di saper almeno leggere e scrivere erano 4.328, dei quali 2.680 maschi e 1.648 femmine.